# جوليا سكوت ريد
جوليا سكوت ريد (بالإنجليزية: Julia Scott Reed)‏ هي صحفية أمريكية، ولدت في 17 يوليو 1917 في دالاس في الولايات المتحدة، وتوفيت في 19 أكتوبر 2004.